# 젬마 잠프로그나
제마 잼프로니아(Gema Zamprogna, 1976년 5월 24일 ~ )는 캐나다의 배우이다.
해밀턴에서 태어났다.

## 출연 작품

### 영화
- Johnny (1999)
- 실리콘 밸리의 신화 (1999)
- 어벤징 안젤로 (2002)

### 텔레비전
- Avonlea (1990-96)